# گروسوالسرتال
گروسوالسرتال (به لاتین: Großwalsertal) یک دره در اتریش است که در فورآرلبرگ واقع شده‌است.